# Jérôme Darras
Pour les articles homonymes, voir Darras.
Jérôme Darras, né le 30 octobre 1957, est un homme politique français, membre du Parti socialiste. Il est le fils du député-maire Henri Darras. Il a été élu sénateur du Pas-de-Calais en septembre 2023.

## Biographie
Jérôme Darras est membre du Parti socialiste. Au cours de sa carrière, il a été le directeur de cabinet de Daniel Percheron au Conseil Régional Nord-Pas-de-Calais. En 2014, il est élu Adjoint au maire de Liévin et devient premier adjoint au maire de Liévin en 2020, chargé de la stratégie urbaine, du développement économique et des grands projets . Élu Sénateur du Pas-de-Calais, il quitte ses fonctions de Premier Adjoint et Eric Michalak lui succède.
Jérôme Darras est titulaire d’une Licence Économique et Sociale, mention sciences économiques, ainsi que d’un diplôme d’études supérieures spécialisées dans la gestion et l’administration des collectivités locales.
Il est le fils de Henri Darras, ancien maire de Liévin et député de la 12e circonscription du Pas-de-Calais, circonscription dans laquelle il s'est présenté en 2022 dans le cadre de la NUPES.

## Sénateur du Pas-de-Calais
Le 24 septembre 2023 il est élu sénateur avec 14,09 % des voix. Il fait partie du groupe Socialiste, Écologiste et Républicain, et siège à la Commission des affaires étrangères, de la défense et des forces armées.
En tant que membre de la Commission des affaires étrangères, de la défense et des forces armées, Jérôme Darras s'est vu confier le rapport du budget de la Gendarmerie nationale, dans le cadre du Projet de loi de finances pour 2024. 
Jérôme Darras a également été rapporteur de la mission d'information sur la situation et les perspectives du groupe Atos en 2024, qui faisait face à une situation difficile . Avec ses collègues co-rapporteurs, Sophie Primas, Fabien Gay et Thierry Meignen, il a notamment appelé l'Etat à entrer au capital d'Atos via BpiFrance. 